# Occella
Occella – rodzaj morskich ryb skorpenokształtnych z rodziny lisicowatych. 

## Klasyfikacja
Gatunki zaliczane do tego rodzaju:
- Occella dodecaedron
- Occella iburia
- Occella kasawae
- Occella kuronumai